# Wolodymyr Iwasjuk

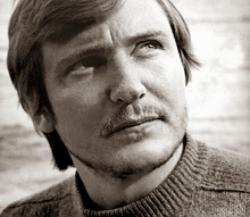
Wolodymyr Iwasjuk

Wolodymyr Mychajlowytsch Iwasjuk (ukrainisch Володимир Михайлович Івасюк; * 4. März 1949 in Kizman, Oblast Tscherniwzi, Ukrainische SSR; † 18. Mai 1979 in Brjuchowytschi, Oblast Lwiw, Ukrainische SSR) war ein ukrainischer Komponist, Sänger, Dichter und Begründer der ukrainischen Popmusik.
Wolodymyr Iwasjuk schrieb 53 Instrumentalwerke sowie 107 Lieder, von denen das bekannteste Tscherwona ruta (Червона рута) von 1968 ist, das 1971 von Sofija Rotaru gesungen zum Hit wurde.

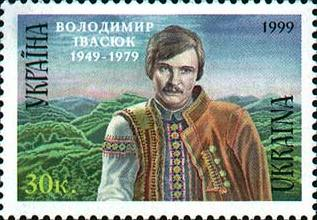
Wolodymyr Iwasjuk auf einer ukrainischen Briefmarke von 1999

Am 18. Mai 1979 fand man ihn erhängt im Wald von Brjuchowytschi bei Lwiw. Iwasjuk wurde auf dem Lytschakiwski-Friedhof in Lwiw bestattet. Nach damaligen Behördenangaben nahm er sich das Leben, nach Erkenntnissen von 2015 wurde er vom KGB ermordet.

## Ehrungen
1999 gab die ukrainische Post zum Gedenken an Wolodymyr Iwasjuk eine Briefmarke und die ukrainische Nationalbank 2009 eine Zwei-Hrywnja-Gedenkmünze mit seinem Konterfei heraus. 1994 wurde ihm posthum der Taras-Schewtschenko-Preis und 2009 der Titel Held der Ukraine verliehen.